# 下関市警察
下関市警察（しものせきしけいさつ）はかつて存在した山口県下関市の自治体警察。

## 概要
従来の山口県警察部が解体され、1948年（昭和23年）3月7日に下関市警察本部が設置された。その後、1950年（昭和25年）に彦島警察署を設置し、1952年（昭和27年）には水上警察署が設置された。
1954年（昭和29年）に新警察法が公布された。これにより国家地方警察と自治体警察が廃止され、新たに都道府県警察として山口県警察本部が発足。下関市警察も山口県警察に統合され、姿を消した。

## 警察署
1953年（昭和28年）時点
- 下関市西警察署（現下関警察署）
- 下関市東警察署（現長府警察署）
- 下関市彦島警察署（現下関警察署彦島幹部交番）
- 下関市水上警察署